# Martin Vait
Martin Vait (6. listopadu 1991 – 13. května 2025) byl český sportovní novinář.
Vyrůstal v Kroměříži, kde chodil na gymnázium. Pak šel studovat do Prahy, kde vystudoval politologii a mezinárodní vztahy na FSV UK, jeho specializací bylo Maďarsko a krajní pravice. Během studia se věnoval hudební žurnalistice, spoluzaložil a vedl časopis Ditchmag. Psal také články a natáčel reportáže pro Radio Wave.
Od roku 2012 působil jako sportovní novinář na webu ČT sport, kde stál za vznikem pravidelných Fokus podcastů o fotbalu, ale i o jiných sportech. Podílel se také na speciálech k velkým šampionátům.
Od roku 2018 vedl video oddělení v Deníku Sport (iSport.cz), kde připravoval mj. podcast Zimák (spolu s Pavlem Ryšavým a Michalem Mikeskou). Moderoval také studia k velkým fotbalovým a hokejovým zápasům. Jedním z jeho největších projektů byl ve spolupráci s Tomášem Kučerou pořad V zóně s TK27, který se věnoval průsečíkům fotbalu a módy.
Pro Radio Wave společně s Vojtěchem Jírovcem a Vojtěchem Ondráčkem natáčel pořad Tribuna. V roce 2024 byl spoluautorem podcastové série Olympijský mýtus, která byla nominována na Ceny Ondřeje Sekory udělované Klubem sportovních novinářů a dostala se do užšího výběru mezinárodních cen AIPS Awards.
Od podzimu 2024 vedl sportovní oddělení Seznam Zpráv. Spolupracoval s britským deníkem The Guardian, jako host se často objevoval v domácích médií.